# スラップスケート

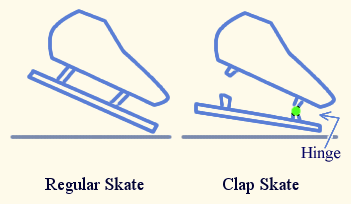
通常のスケート（左）とスラップスケート（右）の構造概念を比較した図

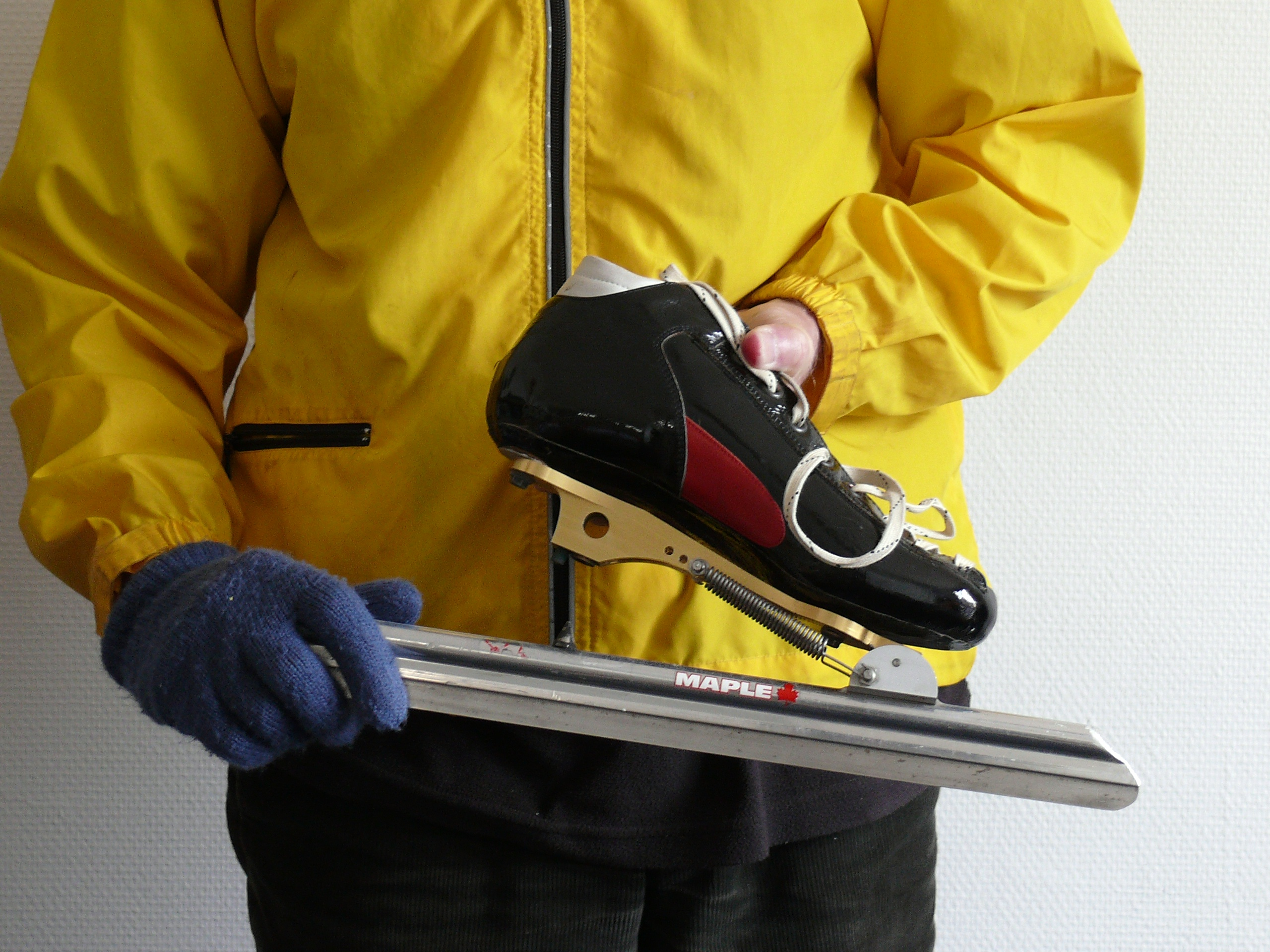
かかとを離したところ

スラップスケート（英: slap skate）またはクラップスケート（蘭: klapschaats、英: clap skate）は、スピードスケートで使用されているスケート靴の一様式である。ただし現在ショートトラック競技では使用が禁止されている。

## 概要
通常のスケート靴は靴本体とブレードが完全に固縛され形状が不可変であるが、スラップスケートではブレードが靴本体に接する2点の一方である足先は蝶番を介して接合されており、もう一方の踵は非接合であり足先の蝶番を支点に自由振動するブレードが靴側に戻るとき正位置へ誘導するソケットになっている。ブレードはバネ仕掛けで靴本体方向への復元力が絶えず働いている。この機構によりサイドキックが伸び蹴力が足先に集中している領域においてもブレードは全長の中央付近が氷面と接しているため脚を戻す瞬間まで出力伝達が続き高効率である。

## 歴史
1985年にオランダのバイキング社 (Viking Schaatsenfabriek) が開発し、クラップスケート（蘭: klapschaatsen）の名称で実用化した。オランダ語の klap（クラップ）は打ちつけるという意味である。競技界では長く皆懐疑的であったが、1997年の欧州総合選手権でトニー・デヨング (Tonny de Jong) がこれを使って優勝したことを皮切りに、一般に入手可能な既製品でもあるため中長距離選手、続いて女子短距離選手へと急速に広がった。男子短距離選手は主に剛性の問題から使い始めたのは高剛性な製品が実用化された長野オリンピックの直前である。当オリンピックでは情報不足だった北朝鮮選手を除くほかすべての選手がスラップスケートで出走した。